# Samiyam
Samiyam (bürgerlich Sam Baker; * in Ann Arbor, Michigan) ist ein US-amerikanischer Instrumental Hip-Hop-Produzent, der in Los Angeles, Kalifornien, lebt.

## Diskografie
Alben
- 2008: Rap Beats Vol. 1
- 2011: Sam Baker’s Album
- 2016: Animals Have Feelings

EPs
- 2008: Return
- 2009: Bootleg Beats (zusammen mit Flying Lotus als FlyamSam)
- 2009: Man vs. Machine
- 2010: Los Angeles 3/10 (zusammen mit Ras G)